# Memorial Nevio Valčić
Memorial Nevio Valčić (hrvaško Memorijal Nevio Valčić) je bila enodnevna cestno-kolesarska dirka s štartom in ciljom v Loboriki, Istra, ki jo je organiziral Biciklistički klub Loborika v spomin na puljskega kolesarja Nevia Valčića. 
Med 2007 in 2012 je bila dirka organizirana šestkrat, nato pa je ugasnila s klubom BK Loborika. Bila je ena prvih dirk v kolesarski sezoni, dan kasneje sledila dirka Trofej Poreč. Nastopali so moški v kategoriji (elite) in mlajši člani (amaterji) po načinu odprte prijave. Imela je razgibano traso, na kateri so prevladovali boljši šprinterji.
Uspešen je bil zlasti klub Adria Mobil, saj je dobil kar pet zmag, od tega trikrat Blaž Jarc in po enkrat Jure Zrimšek ter Marko Kump. Le leta 2009 je zmagal domačin Massimo Demarin. 

## Pregled
| Leto | Zmagovalec               | 2. mesto                       | 3. mesto                                                    | Viri  |
| ---- | ------------------------ | ------------------------------ | ----------------------------------------------------------- | ----- |
| 2007 | Jure Zrimšek ADRIA MOBIL | Radoslav Rogina PERUTNINA PTUJ | Jure Kocjan RADENSKA ROG                                    |       |
| 2008 | Blaž Jarc ADRIA MOBIL    | Matej Stare PERUTNINA PTUJ     | Miguel Ángel Rubiano Chavez CENTRI DELLA CALZATURA-PARTIZAN |       |
| 2009 | Massimo Demarin LOBORIKA | Marko Kump ADRIA MOBIL         | Andrej Klujev MOSKVA                                        | [ 1 ] |
| 2010 | Blaž Jarc ADRIA MOBIL    | Gašper Švab SAVA               | Tomislav Dančulović LOBORIKA                                | [ 2 ] |
| 2011 | Blaž Jarc ADRIA MOBIL    | Vladimir Kerkez SAVA           | Angelo Ciccone CANEVA                                       | [ 3 ] |
| 2012 | Marko Kump ADRIA MOBIL   | Luka Mezgec SAVA               | Klemen Štimulak RADENSKA                                    | [ 4 ] |